# Żelkowa Woda
Żelkowa Woda – struga w województwie pomorskim, w powiecie słupskim, w gminie Kobylnica, stanowiąca lewobrzeżny dopływ Słupi.
Ciek jest miejscem występowania strzebli potokowej, troci wędrownej oraz łososia szlachetnego. W 2008 roku amatorzy jazdy quadami i samochodami terenowymi zniszczyli co najmniej dziesięć tarlisk troci wędrownej, rozjeżdżając koryto strugi w Żelkówku.

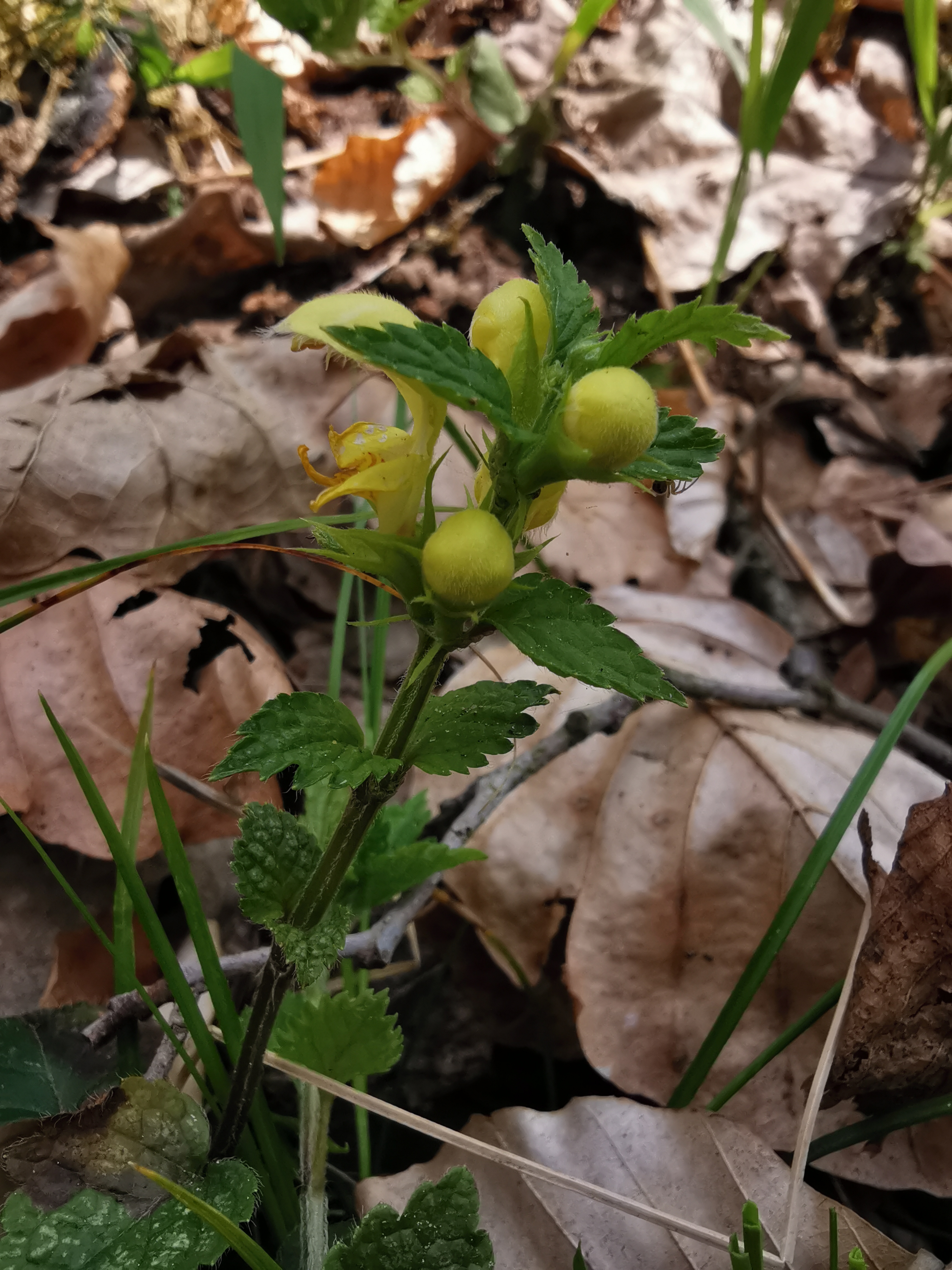
Gajowiec żółty w dolinie Żelkowej Wody

W okresie ochronnym łososia i troci (od 1 października do 31 grudnia) przedstawiciele Straży Gminnej, Policji, Straży Rybackiej oraz strażnicy Parku Krajobrazowego Dolina Słupi patrolują brzegi cieku w celu ochrony ryb przed kłusownikami. W 2013 roku akcja odbyła się pod nazwą "Troć 2013". Problem ochrony tarlisk troci, żyjących w strudze, podejmuje m.in. Rozporządzenie Nr 15/2003 Wojewody Pomorskiego z dnia 23 czerwca 2003 roku w sprawie ustanowienia Planu ochrony Parku Krajobrazowego "Dolina Słupi". 
Struga uwzględniona została w wykazie śródlądowych wód powierzchniowych, istotnych dla kształtowania zasobów wodnych i ochrony przeciwpowodziowej, będącym załącznikiem nr 1 do Rozporządzenia Rady Ministrów z dnia 17 grudnia 2002 r. w sprawie śródlądowych wód powierzchniowych lub części stanowiących własność publiczną.
Nad ciekiem położony był niegdyś zespół pałacowo-parkowy w Żelkówku. Do czasów obecnych przetrwał jedynie park, zawarty w wykazie obiektów objętych ewidencją konserwatorską w gminie Kobylnica.